# 500 Millas de Daytona
Las 500 Millas de Daytona (apodada "La Gran Carrera Estadounidense") es la carrera de automovilismo más importante de la NASCAR Cup Series, y una de las más importantes de Estados Unidos, junto con el Gran Premio de los Estados Unidos, las 500 Millas de Indianápolis, las 24 Horas de Daytona y las 12 Horas de Sebring. Se ha disputado en el óvalo Daytona International Speedway (Florida), a mediados de febrero de cada año desde 1959, por lo general el domingo anterior al Día de los Presidentes.
En el mismo mes y previo a las 500 Millas de Daytona, se disputan carreras preliminares de las otras dos divisiones nacionales de la NASCAR (la NASCAR Nationwide Series y la NASCAR Truck Series) y la ARCA Series, así como las 24 Horas de Daytona, una de las carreras de resistencia más importantes del mundo. La tradición de las Semanas de la Velocidad de Daytona (del inglés Speedweeks) se remonta a principios del siglo XX, cuando se disputaban pruebas de velocidad en un circuito playero.
Los pilotos con más victorias de las 500 Millas de Daytona son Richard Petty y Cale Yarborough, con siete y cuatro triunfos respectivamente. En tanto, Bobby Allison, Dale Jarrett , Jeff Gordon y Denny Hamlin llevan registradas tres victorias cada uno. La marca de automóviles Chevrolet ha ganado seis de las diez ediciones disputadas en la década de 2000. Dado que frecuentemente ocurren choques múltiples en Daytona, a menudo triunfan pilotos de equipos menores.

## Formato de clasificación
La tanda de clasificación de las 500 Millas de Daytona solo determina las posiciones de partida de los dos mejores pilotos. Los restantes competidores deben participar de una de dos carreras clasificatorias (desde 2016: Can-Am Duels, "Duelos Can-Am").
Los pilotos clasificados en posiciones impares corren la primera carrera clasificatoria, y los pares disputan la segunda. El orden de largada de ambas carreras clasificatorias se determina por los tiempos de clasificación. Una vez disputadas, la grilla de partida de las 500 Millas de Daytona se arma con los pilotos de la primera carrera clasificatorias en la columna interna, y los de la segunda en la columna externa.
Las carreras clasificatorias tuvieron una duración de 100 millas (160 km) hasta 1967, 125 millas (200 km) hasta 2004, y 150 millas (240 km) desde 2005. Los 35 autos mejor colocados en el campeonato de propietarios del año anterior, tienen asegurados lugares en las carreras clasificatorias y en las 500 Millas, aunque hayan logrado tiempos de clasificación malos o hayan finalizado la carrera clasificatoria en posiciones relegadas.

## Hitos
Las 500 Millas de Daytona de 1979 fue la primera carrera estadounidense de 500 millas en ser transmitida por televisión en su totalidad en directo a todo Estados Unidos.
Como consecuencia de fuertes choques y las altas velocidades que se registraban, en 1988 se obligó a equipar a los automóviles participantes con una placa restrictora en la toma de aire. Esta medida se imitó luego en las carreras de la Copa NASCAR en Talladega Superspeedway.

## Estadísticas

### Constructores con más títulos
| Año  | Piloto              | Marca      | Equipo                      |
| ---- | ------------------- | ---------- | --------------------------- |
| 1959 | Lee Petty           | Oldsmobile | Petty Enterprises           |
| 1960 | Junior Johnson      | Chevrolet  | John Masoni                 |
| 1961 | Marvin Panch        | Pontiac    | Smokey Yunick               |
| 1962 | Fireball Roberts    | Pontiac    | Jim Stephens                |
| 1963 | Tiny Lund           | Ford       | Wood Brothers               |
| 1964 | Richard Petty       | Plymouth   | Petty Enterprises           |
| 1965 | Fred Lorenzen       | Ford       | Holman-Moody                |
| 1966 | Richard Petty       | Plymouth   | Petty Enterprises           |
| 1967 | Mario Andretti      | Ford       | Holman-Moody                |
| 1968 | Cale Yarborough     | Mercury    | Wood Brothers               |
| 1969 | LeeRoy Yarbrough    | Ford       | Junior Johnson & Associates |
| 1970 | Pete Hamilton       | Plymouth   | Petty Enterprises           |
| 1971 | Richard Petty       | Plymouth   | Petty Enterprises           |
| 1972 | A. J. Foyt          | Mercury    | Wood Brothers               |
| 1973 | Richard Petty       | Dodge      | Petty Enterprises           |
| 1974 | Richard Petty       | Dodge      | Petty Enterprises           |
| 1975 | Benny Parsons       | Chevrolet  | L.G. DeWitt                 |
| 1976 | David Pearson       | Mercury    | Wood Brothers               |
| 1977 | Cale Yarborough     | Chevrolet  | Junior Johnson & Associates |
| 1978 | Bobby Allison       | Ford       | Bud Moore                   |
| 1979 | Richard Petty       | Oldsmobile | Petty Enterprises           |
| 1980 | Buddy Baker         | Oldsmobile | Ranier-Lundy                |
| 1981 | Richard Petty       | Buick      | Petty Enterprises           |
| 1982 | Bobby Allison       | Buick      | DiGard                      |
| 1983 | Cale Yarborough     | Pontiac    | Ranier-Lundy                |
| 1984 | Cale Yarborough     | Chevrolet  | Ranier-Lundy                |
| 1985 | Bill Elliott        | Ford       | Melling                     |
| 1986 | Geoff Bodine        | Chevrolet  | Hendrick                    |
| 1987 | Bill Elliott        | Ford       | Melling                     |
| 1988 | Bobby Allison       | Buick      | Stavola Brothers            |
| 1989 | Darrell Waltrip     | Chevrolet  | Hendrick                    |
| 1990 | Derrike Cope        | Chevrolet  | Whitcomb                    |
| 1991 | Ernie Irvan         | Chevrolet  | Morgan-McClure              |
| 1992 | Davey Allison       | Ford       | Robert Yates                |
| 1993 | Dale Jarrett        | Chevrolet  | Joe Gibbs                   |
| 1994 | Sterling Marlin     | Chevrolet  | Morgan-McClure              |
| 1995 | Sterling Marlin     | Chevrolet  | Morgan-McClure              |
| 1996 | Dale Jarrett        | Ford       | Robert Yates                |
| 1997 | Jeff Gordon         | Chevrolet  | Hendrick                    |
| 1998 | Dale Earnhardt      | Chevrolet  | Richard Childress           |
| 1999 | Jeff Gordon         | Chevrolet  | Hendrick                    |
| 2000 | Dale Jarrett        | Ford       | Yates                       |
| 2001 | Michael Waltrip     | Chevrolet  | Dale Earnhardt              |
| 2002 | Ward Burton         | Dodge      | Bill Davis                  |
| 2003 | Michael Waltrip     | Chevrolet  | Dale Earnhardt              |
| 2004 | Dale Earnhardt Jr.  | Chevrolet  | Dale Earnhardt              |
| 2005 | Jeff Gordon         | Chevrolet  | Hendrick                    |
| 2006 | Jimmie Johnson      | Chevrolet  | Hendrick                    |
| 2007 | Kevin Harvick       | Chevrolet  | Richard Childress           |
| 2008 | Ryan Newman         | Dodge      | Penske                      |
| 2009 | Matt Kenseth        | Ford       | Roush Fenway                |
| 2010 | Jamie McMurray      | Chevrolet  | Earnhardt Ganassi           |
| 2011 | Trevor Bayne        | Ford       | Wood Brothers               |
| 2012 | Matt Kenseth        | Ford       | Roush Fenway                |
| 2013 | Jimmie Johnson      | Chevrolet  | Hendrick                    |
| 2014 | Dale Earnhardt Jr.  | Chevrolet  | Hendrick                    |
| 2015 | Joey Logano         | Ford       | Penske                      |
| 2016 | Denny Hamlin        | Toyota     | Joe Gibbs                   |
| 2017 | Kurt Busch          | Ford       | Stewart-Haas                |
| 2018 | Austin Dillon       | Chevrolet  | Richard Childress           |
| 2019 | Denny Hamlin        | Toyota     | Joe Gibbs                   |
| 2020 | Denny Hamlin        | Toyota     | Joe Gibbs                   |
| 2021 | Michael McDowell    | Ford       | Front Row                   |
| 2022 | Austin Cindric      | Ford       | Penske                      |
| 2023 | Ricky Stenhouse Jr. | Chevrolet  | JTG Daugherty               |
| 2024 | William Byron       | Chevrolet  | Hendrick Motorsports        |
| 2025 | William Byron       | Chevrolet  | Hendrick Motorsports        |

| N.º | Constructor | Victorias | Años |
| --- | ----------- | --------- | --- |
| 1   | Chevrolet   | 26        | 1960, 1975, 1977, 1984, 1986, 1989, 1990, 1991, 1993, 1994, 1995, 1997, 1998, 1999, 2001, 2003, 2004, 2005, 2006, 2007, 2010, 2013, 2014, 2018, 2023, 2024,2025 |
| 2   | Ford        | 17        | 1963, 1965, 1967, 1969, 1978, 1985, 1987, 1992, 1996, 2000, 2009, 2011, 2012, 2015, 2017, 2021, 2022                                                            |
| 3   | Plymouth    | 4         | 1964, 1966, 1970, 1971 |
| 3   | Dodge       | 4         | 1973, 1974, 2002, 2008 |
| 5   | Mercury     | 3         | 1968, 1972, 1976 |
| 5   | Oldsmobile  | 3         | 1959, 1979, 1980 |
| 5   | Pontiac     | 3         | 1961, 1962, 1983 |
| 5   | Buick       | 3         | 1981, 1982, 1988 |
| 5   | Toyota      | 3         | 2016, 2019, 2020 |

## Muertes
- Harold Haberling - 1964, entrenamientos
- Talmadge Prince - 1970, carrera clasificatoria
- Friday Hassler - 1972, carrera clasificatoria
- Ricky Knotts - 1980, carrera clasificatoria
- Bruce Jacobi - 1983 (estuvo en coma hasta morir en 1987), carrera clasificatoria
- Neil Bonnett - 1994, clasificación
- Rodney Orr - 1994, clasificación
- Dale Earnhardt - 2001, carrera